# الزنقاح (الحيمة الخارجية)

تعديل مصدري - تعديل

الزنقاح هي إحدى قرى عزلة سهام بمديرية الحيمة الخارجية التابعة لمحافظة صنعاء، بلغ تعداد سكانها 64 نسمة حسب تعداد اليمن لعام 2004.